# 오유선우
오유선우(烏維單于, ? ~ 기원전 105년)는 흉노의 선우다. 선대 선우 이지사선우의 아들이다.

## 생애
기원전 114년, 아버지가 죽자 그 뒤를 이어 선우가 됐다.
오유선우가 막 즉위했을 무렵 한나라는 남쪽의 남월과 동월과 싸우고 있었기에 흉노로 쳐들어오지 않았다. 《사기》와 《한서》의 흉노전에서는 흉노 역시 한나라를 침탈하지 않았다고 하지만, 《한서》 무제기에서는 기원전 112년 가을에 흉노가 오원군에 쳐들어와 태수를 죽였다고 한다. 그러나 기원전 111년, 한나라가 남월과 동월을 멸망시켰기에 태복 공손하와 종표후 조파노에게 흉노로 쳐들어가게 했으며, 이들은 흉노를 구경도 못 하고 돌아갔다. 기원전 110년 겨울 10월에는 무제가 직접 18만 기병을 거느리고 국경에서 무력 시위를 하고, 곽길(郭吉)을 사자로 보내 싸우거나 항복할 것을 요구했다. 이에 화를 내 곽길을 만나게 한 주객(主客)을 목 베고 곽길을 바이칼호로 추방했다. 그러나 한나라와 싸우지는 않고 전력을 온존하면서 화친을 도모했다.
한나라에서 북지군 사람 왕오(王烏) 등을 보냈는데, 흉노의 관습에 익숙한 왕오가 그에 따라 절(사신의 부절)을 치우고 얼굴에 먹물을 들였기에 선우의 천막으로 들여보내주었다. 그리고는 거짓으로 태자를 한나라에 볼모로 보내주겠다고 했다. 기원전 107년, 한나라에서 양신(楊信)이 사신으로 왔다. 이 무렵 흉노가 여러모로 약해져 한나라는 흉노를 복속할 수 있으리라고 여겼다. 양신이 절을 버리지 않아 오유선우가 직접 천막을 나와서 양신을 맞이하니, 양신은 태자를 볼모로 보낼 것을 요구했다. 오유선우는 옛날 묵돌선우가 한나라 고제와 맺은 약속, 즉 한나라가 공주를 흉노에 출가시키고 여러 공물을 바치는 것과 다르므로 거부했다. 또 왕오 등이 찾아오자, 한나라의 재물을 탐해 왕오에게 거짓으로 자신이 직접 한나라 천자를 만나러 가겠다고 하고는 한나라에서 그 말을 듣고 선우를 위해 저택을 만들자 사신의 지위가 낮다며 트집을 잡았다. 그러고는 흉노의 고위급 인사를 사자로 보냈는데 병이 들어, 한나라에서는 치료를 했으나 결국 죽자 한나라에서 노충국을 이천석의 인수를 주고 유해와 수천 금의 예물을 함께 보냈으나 한나라가 사자를 죽였다고 여겨 노충국을 억류했다. 또 한나라의 변경을 침입했다.
기원전 105년, 재위 10년 만에 죽어 아들 아선우가 즉위했다. 악연구제선우와 그의 사촌 형제들로 흉노 분열기에 선우가 된 도기선우·윤진선우는 오유선우의 이손(耳孫)이다.

## 출전
- 반고: 《한서》 권94 흉노전제64 상